# Comuna Mișca, Arad
Mișca (în maghiară: Tőzmiske) este o comună în județul Arad, Crișana, România, formată din satele Mișca (reședința), Satu Nou, Vânători și Zerindu Mic.

## Demografie
Componența etnică a comunei Mișca
     Români (32,88%)
     Romi (31,99%)
     Maghiari (28,16%)
     Alte etnii (0,33%)
     Necunoscută (6,64%)
Componența confesională a comunei Mișca
     Ortodocși (42,5%)
     Penticostali (15,48%)
     Romano-catolici (14,67%)
     Reformați (12,9%)
     Baptiști (3,58%)
     Fără religie (1,73%)
     Adventiști (1,14%)
     Alte religii (1,14%)
     Necunoscută (6,86%)
Conform recensământului efectuat în 2021, populația comunei Mișca se ridică la 3.689 de locuitori, în scădere față de recensământul anterior din 2011, când fuseseră înregistrați 3.733 de locuitori. Cei mai mulți locuitori sunt români (32,88%), cu minorități de romi (31,99%) și maghiari (28,16%), iar pentru 6,64% nu se cunoaște apartenența etnică. Din punct de vedere confesional, cei mai mulți locuitori sunt ortodocși (42,5%), cu minorități de penticostali (15,48%), romano-catolici (14,67%), reformați (12,9%), baptiști (3,58%), fără religie (1,73%) și adventiști (1,14%), iar pentru 6,86% nu se cunoaște apartenența confesională.

## Politică și administrație
Comuna Mișca este administrată de un primar și un consiliu local compus din 13 consilieri. Primarul, Máté Pallagi[*], de la Uniunea Democrată Maghiară din România, este în funcție din 1 noiembrie 2024. Începând cu alegerile locale din 2024, consiliul local are următoarea componență pe partide politice:
|  | Partid                                 | Consilieri | Componența Consiliului | Componența Consiliului | Componența Consiliului | Componența Consiliului | Componența Consiliului | Componența Consiliului | Componența Consiliului | Componența Consiliului |
|  | -------------------------------------- | ---------- | ---------------------- | ---------------------- | ---------------------- | ---------------------- | ---------------------- | ---------------------- | ---------------------- | ---------------------- |
|  | Uniunea Democrată Maghiară din România | 8          |                        |                        |                        |                        |                        |                        |                        |                        |
|  | Partidul Național Liberal              | 2          |                        |                        |                        |                        |                        |                        |                        |                        |
|  | Partidul Social Democrat               | 2          |                        |                        |                        |                        |                        |                        |                        |                        |
|  | Alianța pentru Unirea Românilor        | 1          |                        |                        |                        |                        |                        |                        |                        |                        |

## Atracții turistice
- Biserica ortodoxă din satul Mișca
- Biserica reformată din satul Vânători, construcție secolul al XIII-lea
- Biserica romano-catolică din Satu Nou
- Casa memorială "Simonyi Imre" din Satu Nou
- Zone de pescuit și vânătoare